# Hyles postrufescens
Hyles postrufescens är en fjärilsart som beskrevs av Barend J. Lempke 1959. Hyles postrufescens ingår i släktet Hyles och familjen svärmare. Inga underarter finns listade i Catalogue of Life.